# بوينغ واي بي-40 فلاينغ فورتريس
بوينغ  واي بي-40 فلاينغ فورتريس (YB-40 القلعة الطائرة) هي طائرة معدلة من الطائرة ي-17 المقاتلة من أجل القيام بتجارب عملية لطائرة قاذفة للقنابل ثقيلة التسليح لمساندة المقاتلات الأخرى العاملة في الحوب العالمية الثانية.   في وقت تطوير التقاليج، كان العمل جاريا لإنتاج الطائرات البعيدة المدى مثل  بي-51 موستانج، وبالتالي لم تتوفر حتى ذلك  الوقت آي طائرات تستطيع مرافقة لقاذفات المتوجهة من إنجلترا إلى ألمانيا.

## المشغلون
- القرات الجوية الأميركية

## المواصفات (YB-40)
| الموقع            | عدد القذائف |
| ----------------- | ----------- |
| المقدمة           | 2,200       |
| أمام البرج الأعلى | 2,500       |
| خلف البرج الأعلى  | 3,300       |
| كرة البرج         | 300         |
| بنادق الوسط       | 1،200       |
| بنادق الذيل       | 1،200       |
| مجموع             | 10،700      |

## روابط خارجية
- YB-40 Gun Ship Completes a Successful Mission
- USAF Factsheet, Boeing YB-40 Flying Fortress
- The YB-40 gunship was both more and less than planners expected